# Eublemma laphrya
Eublemma laphrya är en fjärilsart som beskrevs av Druce. Eublemma laphrya ingår i släktet Eublemma och familjen nattflyn. Inga underarter finns listade i Catalogue of Life.